# 幸せのルールはママが教えてくれた
『幸せのルールはママが教えてくれた』（しあわせのるーるはままがおしえてくれた 原題: Georgia Rule）は、2007年に公開されたコメディ映画。監督はゲイリー・マーシャル。ジェーン・フォンダ、リンジー・ローハン、フェリシティ・ハフマン主演。
日本では劇場公開されずに、2008年3月18日にユニバーサル・ピクチャーズ・ジャパンからDVDが発売された。

## キャスト
※括弧内は日本語吹替
- ジョージア・ランダル - ジェーン・フォンダ（藤田淑子）
- レイチェル・ウィルコックス - リンジー・ローハン（小笠原亜里沙）
- リリー・ウィルコックス - フェリシティ・ハフマン（唐沢潤）
- サイモン・ワード - ダーモット・マローニー（森川智之）
- アーノルド - ケイリー・エルウィス
- ハーラン - ギャレット・ヘドランド（東地宏樹）
- イジー - ヘクター・エリゾンド
- サム - ディラン・マクラフリン（武田華）
- ポーラ - ローリー・メトカーフ
- ウェルズ - ポール・ウィリアムズ
- グレース・カニンガム - クリスティーン・レイキン

## 賞
2008年のプリズム賞でBest Feature Film部門を受賞した。